# NORCECA Final Six maschile 2022
La NORCECA Final Six maschile 2022 si è svolta dall'11 al 17 luglio 2022 a Tepic, in Messico: al torneo hanno partecipato sei squadre nazionali nordamericane e la vittoria finale è andata per la prima volta a Cuba.

## Impianti
|                                                                           |  |  |
|                                                                           |  |  |
| Auditorio Amado Nervo Città: Tepic Capienza: 12 000 Anno d'apertura: 2013 |  |  |

## Regolamento

### Formula
La formula ha previsto un girone all'italiana, al termine del quale:
- Le prime quattro classificate hanno acceduto alle semifinali, incrociandosi col metodo della serpentina.
- Le ultime due classificate hanno acceduto alla finale per il quinto posto.

### Criteri di classifica
Se il risultato finale è stato di 3-0 sono stati assegnati 5 punti alla squadra vincente e 0 a quella sconfitta, se il risultato finale è stato di 3-1 sono stati assegnati 4 punti alla squadra vincente e 1 a quella sconfitta, se il risultato finale è stato di 3-2 sono stati assegnati 3 punti alla squadra vincente e 2 a quella sconfitta.
L'ordine del posizionamento in classifica è stato definito in base a:
- Numero di partite vinte;
- Punti;
- Ratio dei set vinti/persi;
- Ratio dei punti realizzati/subiti;
- Risultati degli scontri diretti.

## Squadre partecipanti
| Squadra         | Qualificazione      | Ultima partecipazione      |
| --------------- | ------------------- | -------------------------- |
| Canada          | -                   | Repubblica Dominicana 2021 |
| Cuba            | -                   | Debutto                    |
| Messico         | Paese organizzatore | Repubblica Dominicana 2021 |
| Porto Rico      | -                   | Repubblica Dominicana 2021 |
| Rep. Dominicana | -                   | Repubblica Dominicana 2021 |
| Stati Uniti     | -                   | Repubblica Dominicana 2021 |

## Torneo

### Risultati
| 11 luglio 2022 Auditorio Amado Nervo, Tepic Durata: 1h:06 - Spettatori: 300   | Cuba        | 3 - 0 | Rep. Dominicana | 25-15, 25-15, 25-22               |
| 11 luglio 2022 Auditorio Amado Nervo, Tepic Durata: 1h:19 - Spettatori: 300   | Stati Uniti | 0 - 3 | Canada          | 17-25, 21-25, 21-25               |
| 11 luglio 2022 Auditorio Amado Nervo, Tepic Durata: 2h:16 - Spettatori: 500   | Messico     | 2 - 3 | Porto Rico      | 25-21, 23-25, 25-22, 23-25, 13-15 |
| 12 luglio 2022 Auditorio Amado Nervo, Tepic Durata: 2h:21 - Spettatori: 600   | Porto Rico  | 3 - 2 | Rep. Dominicana | 25-20, 25-22, 32-34, 22-25, 15-12 |
| 12 luglio 2022 Auditorio Amado Nervo, Tepic Durata: 2h:04 - Spettatori: 500   | Stati Uniti | 2 - 3 | Cuba            | 20-25, 26-28, 25-20, 25-23, 11-15 |
| 12 luglio 2022 Auditorio Amado Nervo, Tepic Durata: 2h:02 - Spettatori: 600   | Messico     | 1 - 3 | Canada          | 31-33, 25-22, 19-25, 21-25        |
| 13 luglio 2022 Auditorio Amado Nervo, Tepic Durata: 1h:26 - Spettatori: 100   | Stati Uniti | 3 - 0 | Porto Rico      | 25-23, 25-16, 27-25               |
| 13 luglio 2022 Auditorio Amado Nervo, Tepic Durata: 1h:13 - Spettatori: 600   | Canada      | 0 - 3 | Cuba            | 17-25, 18-25, 21-25               |
| 13 luglio 2022 Auditorio Amado Nervo, Tepic Durata: 1h:59 - Spettatori: 300   | Messico     | 3 - 1 | Rep. Dominicana | 21-25, 25-12, 25-23, 25-21        |
| 14 luglio 2022 Auditorio Amado Nervo, Tepic Durata: 1h:15 - Spettatori: 400   | Canada      | 3 - 0 | Rep. Dominicana | 25-22, 25-18, 25-20               |
| 14 luglio 2022 Auditorio Amado Nervo, Tepic Durata: 1h:49 - Spettatori: 700   | Cuba        | 3 - 1 | Porto Rico      | 25-17, 23-25, 25-20, 25-20        |
| 14 luglio 2022 Auditorio Amado Nervo, Tepic Durata: 1h:39 - Spettatori: 3 000 | Messico     | 0 - 3 | Stati Uniti     | 18-25, 23-25, 19-25               |
| 15 luglio 2022 Auditorio Amado Nervo, Tepic Durata: 1h:22 - Spettatori: 300   | Porto Rico  | 0 - 3 | Canada          | 18-25, 22-25, 23-25               |
| 15 luglio 2022 Auditorio Amado Nervo, Tepic Durata: 1h:11 - Spettatori: 2 000 | Stati Uniti | 3 - 0 | Rep. Dominicana | 25-13, 25-16, 25-20               |
| 15 luglio 2022 Auditorio Amado Nervo, Tepic Durata: 1h:21 - Spettatori: 800   | Messico     | 0 - 3 | Cuba            | 20-25, 18-25, 22-25               |

### Classifica
| Pos | Squadra         | Pt | G | V | P | SV | SP | Ratio | PF  | PS  | Ratio |
| --- | --------------- | -- | - | - | - | -- | -- | ----- | --- | --- | ----- |
| 1   | Cuba            | 22 | 5 | 5 | 0 | 15 | 3  | 5,000 | 434 | 357 | 1,215 |
| 2   | Canada          | 19 | 5 | 4 | 1 | 12 | 4  | 3,000 | 386 | 353 | 1,093 |
| 3   | Stati Uniti     | 17 | 5 | 3 | 2 | 11 | 6  | 1,833 | 393 | 359 | 1,094 |
| 4   | Porto Rico      | 7  | 5 | 2 | 3 | 7  | 13 | 0,538 | 436 | 472 | 0,923 |
| 5   | Messico         | 7  | 5 | 1 | 4 | 6  | 13 | 0,461 | 421 | 444 | 0,948 |
| 6   | Rep. Dominicana | 3  | 5 | 0 | 5 | 3  | 15 | 0,200 | 355 | 440 | 0,806 |

### Fase finale
|  | Semifinali  | Semifinali  | Semifinali |        |      | Finale 1º/2º posto | Finale 1º/2º posto | Finale 1º/2º posto |  |
|  |             |             |            |        |      |                    |                    |                    |  |
|  | Cuba        | Cuba        | 3          |        |      |                    |                    |                    |  |
|  | Cuba        | Cuba        | 3          |        |      |                    |                    |                    |  |
|  | Porto Rico  | Porto Rico  | 0          |        |      |                    |                    |                    |  |
|  | Porto Rico  | Porto Rico  | 0          |        | Cuba | Cuba               | 3                  |                    |  |
|  |             |             |            |        | Cuba | Cuba               | 3                  |                    |  |
|  |             |             | Canada     | Canada | 0    |                    |                    |                    |  |
|  | Canada      | Canada      | Canada     | Canada | 0    | 3                  |                    |                    |  |
|  | Canada      | Canada      |            |        |      | 3                  |                    |                    |  |
|  | Stati Uniti | Stati Uniti | 2          |        |      | Finale 3º/4º posto | Finale 3º/4º posto | Finale 3º/4º posto |  |
|  | Stati Uniti | Stati Uniti | 2          |        |      |                    |                    |                    |  |
|  |             |             |            |        |      |                    |                    |                    |  |
|  |             |             |            |        |      | Stati Uniti        | Stati Uniti        | 3                  |  |
|  |             |             |            |        |      | Stati Uniti        | Stati Uniti        | 3                  |  |
|  |             |             |            |        |      | Porto Rico         | Porto Rico         | 1                  |  |

#### Finale 5º posto
| 16 luglio 2022 Auditorio Amado Nervo, Tepic Durata: 1h:55 - Spettatori: 300 | Messico | 3 - 1 | Rep. Dominicana | 25-20, 21-25, 25-18, 26-24 |

##### Semifinali
| 16 luglio 2022 Auditorio Amado Nervo, Tepic Durata: 1h:53 - Spettatori: 500   | Canada | 3 - 2 | Stati Uniti | 25-21, 23-25, 25-21, 18-25, 15-9 |
| 16 luglio 2022 Auditorio Amado Nervo, Tepic Durata: 1h:20 - Spettatori: 2 000 | Cuba   | 3 - 0 | Porto Rico  | 25-23, 25-17, 25-16              |

##### Finale 3º posto
| 17 luglio 2022 Auditorio Amado Nervo, Tepic Durata: 1h:30 - Spettatori: 4 000 | Stati Uniti | 3 - 0 | Porto Rico | 27-25, 25-22, 25-23 |

##### Finale
| 17 luglio 2022 Auditorio Amado Nervo, Tepic Durata: 1h:18 - Spettatori: 7 000 | Canada | 0 - 3 | Cuba | 23-25, 23-25, 19-25 |

## Classifica finale
| Pos     | Squadra         | Rosa |
| ------- | --------------- | --- |
| Oro     | Cuba            | Formazione: 2 Melgarejo, 3 Cárdenas, 4 Sánchez, 5 Concepción, 7 García, 10 M. Gutiérrez, 11 Taboada, 12 Herrera, 13 Simón, 14 Goide, 17 Alonso, 18 López, 22 J. Gutiérrez, 23 Yant, CT: Vives  |
| Argento | Canada          | Formazione: 1 Pereira, 2 Neaves, 3 Elser, 4 Canham, 8 C. Ketrzynski, 11 House, 13 Elgert, 14 X. Ketrzynski, 16 Schnitzer, 17 Heslinga, 19 Duncanson, 21 Herr, 22 Koppers, 23 McCarthy, CT: Ota |
| Bronzo  | Stati Uniti     | Formazione: 5 West, 9 Norris, 11 Sani, 14 Isaacson, 15 Van Buren, 16 Omene, 17 Wilmot, 20 Champlin, 21 Briggs, 22 McCauley, 24 Wildman, 26 McHenry, 29 Power, 31 Olivier, CT: Read             |
| 4       | Porto Rico      | Formazione: 2 Lawrence, 3 Hoyos, 5 Nieves, 6 Torres, 7 Iglesias, 9 Molina, 10 Meléndez, 12 Cabrera, 13 Nido, 14 Vargas, 18 Elías, 19 Rivera, CT: Antonetti                                     |
| 5       | Messico         | Formazione: 2 Izaguirre, 3 Bravo, 4 Ferrán, 6 J. López, 7 González, 9 Téllez, 10 Rangel, 12 Fuentes, 14 Martínez, 15 Aranda, 16 Chávez, 18 Sanay, 20 Hernández, 21 B. López, CT: Azair         |
| 6       | Rep. Dominicana | Formazione: 1 Tapia, 2 Reinoso, 4 Hernández, 5 Florián, 6 Méndez, 7 de Jesús, 8 López, 9 Turbides, 10 Torres, 12 Almonte, 13 Romero, 14 Ramírez, 15 Rosario, 19 Cruz, CT: Gutiérrez            |

|  | Qualificata al campionato nordamericano 2023 |

## Premi individuali
| Premio                | Nome             | Squadra         |
| --------------------- | ---------------- | --------------- |
| MVP                   | Roamy Alonso     | Cuba            |
| Miglior realizzatore  | Henry Tapia      | Rep. Dominicana |
| Miglior servizio      | Osniel Melgarejo | Cuba            |
| Miglior difesa        | Jordan Pereira   | Canada          |
| Miglior ricevitore    | Mason Briggs     | Stati Uniti     |
| Miglior palleggiatore | Adrián Goide     | Cuba            |
| Miglior opposto       | Jesús Herrera    | Cuba            |
| Miglior schiacciatore | Osniel Melgarejo | Cuba            |
| Miglior schiacciatore | Mauro Fuentes    | Messico         |
| Miglior centrale      | Axel Téllez      | Messico         |
| Miglior centrale      | Roamy Alonso     | Cuba            |
| Miglior libero        | Jordan Pereira   | Canada          |